# Mislav Hodžić
Mislav Hodžić (Spalato, 6 giugno 1977) è un presbitero croato.

## Biografia
Ha compiuto gli studi di primo grado a Kaštel Stari (1983–1991) e di secondo grado nel Liceo matematico-scientifico a Split (1991–1995).
Entrato nel Seminario Maggiore Interdiocesano di Split nel 1995, ha ottenuto il Baccalaureato in Teologia presso la Facoltà Cattolica di Teologia dell'Università di Split nel 2002. Dal 2004 al 2009 ha completato gli studi di specializzazione in Teologia Fondamentale presso la Pontificia Università Gregoriana, ottenendo la licenza con una tesi su La Rivelazione in Romano Guardini (direttore il P. Donath Herscik, SI) e il dottorato con una tesi dal titolo La genesi della fede. La formazione della coscienza credente tra essere riconosciuto ed essere riconoscente (direttore il P. Elmar Salmann, OSB). Dal 2008 al 2010 ha frequentato i corsi di diritto canonico e di diritto internazionale presso la Pontificia Università Lateranense.
È stato ordinato sacerdote il 23 giugno 2002, per l’Arcidiocesi di Split-Makarska. Dopo l'ordinazione sacerdotale ha svolto l'incarico di Vicario parrocchiale della Parrocchia concattedrale di San Pietro Apostolo e di Responsabile dell'Ufficio per la Pastorale Giovanile dell'Arcidiocesi di Split-Makarska dal 2002 al 2004. È stato collaboratore presso la Segreteria di Stato della Santa Sede dal 2005 al 2009. Dopo il corso della formazione presso la Pontificia Accademia Ecclesiastica dal 2008 al 2010, il 1º luglio 2010 è entrato nel servizio diplomatico della Santa Sede. Ha prestato la propria opera presso le Nunziature Apostoliche del Paraguay e della Repubblica Ceca. Il 1º ottobre 2013 Papa Francesco lo ha nominato Cappellano di Sua Santità.